# Taxi to the Dark Side
Taxi to the Dark Side es un documental estadounidense de 2007 dirigido por Alex Gibney y producido por Eva Orner y Susannah Shipman, que ganó el Premio de la Academia de 2007 como mejor documental largo. El documental se centra en el asesinato de un taxista afgano llamado Dilawar, quien fue golpeado hasta la muerte por soldados estadounidense mientras estaba recluido en detención extrajudicial en la Base Aérea de Bagram.
Taxi to the Dark Side examina la política estadounidense sobre la tortura e interrogación, específicamente el uso de tortura por parte de la CIA y su investigación sobre privación sensorial. Se describe los argumentos en contra del uso de la tortura por sus opositores políticos y militares, así como la defensa de tales métodos. Por otra parte, se mencionan los intentos del Congreso de Estados Unidos por mantener los estándares de las Convenciones de Ginebra que prohíben la tortura y la popularización del uso de técnicas de torturas en programas televisivos tales como 24. 
Forma parte de una serie de documentales tituladas Why Democracy, que consiste en diez documentales de todo el mundo que cuestionan y examinan la democracia contemporánea. Como parte de esta serie, Taxi to the Dark Side fue presentada en más de 30 países del 8 al 18 de octubre de 2007. La BBC propaló una versión resumida del documental de 79 minutos. El documental había sido estrenado en el Festival de cine de Tribeca en Nueva York el 28 de abril de 2007.

## Controversias
En junio de 2007, el Discovery Channel compró los derechos para transmitir Taxi to the Dark Side; sin embargo, en febrero de 2008, anunció su intención de nunca publicar el documental debido a su naturaleza controvertida. Luego, HBO compró los derechos de la película y anunció que la presentaría en septiembre de 2008, después de esta declaración Discovery Channel anunció que propalaría el documental en 2009.